# Неера (гетера)
Неера (др.-греч. Νέαιρα) — древнегреческая гетера, жившая в IV веке до н. э. Она была привлечена к суду в 343—340 годах до н. э., будучи обвинённой в незаконном браке с афинским гражданином и в ложном представлении своей дочери как афинской гражданки.
Речь, произнесённая Аполлодором против Нееры на этом процессе, сохранилась как 59-я речь Демосфена, хотя она часто приписывается псевдо-Демосфену, который, по-видимому, работал над многими речами Аполлодора. Она содержит больше подробностей, чем любая другая подобная речь о проститутках античности, и, следовательно, содержит много информации о торговле сексом в древнегреческих городах-государствах (полисах).

## Речь «Против Нееры»
Речь «Против Нееры» — источник большинства деталей биографии Нееры. Она касается дела, возбуждённого против Нееры, когда ей было около 50 лет, родственником Аполлодора Феомнестом. Последнему принадлежит авторство лишь краткого введения этого дела, Аполлодор произнёс же всю остальную речь. Дело вращается вокруг обвинения в том, что Неера, иностранка, вышла замуж за афинского гражданина, и что она пыталась выдать своих собственных детей за афинских граждан.
В то время как речь вращается вокруг жизни Нееры, это имеет мало значения для существа обвинений. Детали, по-видимому, являются частью речи в надежде, что обвинения в непристойности скроют слабость обвинений Аполлодора. Точность доказательств, приведённых в речи, была поставлена под сомнение и, как известно, содержит как ложь, так и неточности. Несмотря на это, речь много сообщает о жизни опытной гетеры и чрезвычайно ценна для историков как источник о жизни женщин в классической Греции и как наиболее надёжный дошедший до нынешних времён источник о проституции в античном мире.

## Биография

### Жизнь с Никаретой
Неера, вероятно, родилась в первом десятилетии IV века до н. э. Место её рождения неизвестно, и самое раннее известное событие в её жизни — это покупка её, когда она была молодой девушкой, Никаретой. Никарета обучала девушек, которых она покупала, быть гетерами, называя их своими дочерьми, чтобы увеличить цену, которую платили её клиенты. Она жила с ними в Коринфе.
Работа Нееры в качестве проститутки началась ещё до того, как она достигла половой зрелости. Аполлодор дважды описывал её как занимавшуюся сексом за деньги до достижения совершеннолетия, хотя, возможно, из-за её возраста он подразумевает, что она ещё не была гетерой. В то же время оратор Лисий был желанным гостем в борделе Никареты и постоянным клиентом Метанейры, одной из девушек Никареты. Чтобы вознаградить её за услуги, он устроил ей посвящение в Элевсинские мистерии и финансировал путешествие. Неере было в это время лет 12 или 13, и Никарета сопровождала их. Неера вновь посетила Афины во время Панафиней 378 года, на этот раз сопровождая Сима из Фессалии, молодого аристократа.

### Оставление Никареты и Коринфа
Около 376 года до н. э. Тиманорид из Коринфа и Евкрат из Лефкады заплатили 30 мин, чтобы выкупить Нееру у Никареты, предложив самую высокую из цен за гетер. Когда мужчины обзавелись жёнами, они согласились позволить Неере купить себе свободу за 20 мин, что она и сделала с помощью подарков и займов от своих бывших клиентов. В рамках этой сделки Неера согласилась больше не работать проституткой в Коринфе и уехала из города в Афины вместе с Фринионом, который помог ей выкупить свободу.
В 373 году до н. э. Неера, несомненно, жила с Фринионом в Афинах, когда он повёл её на пир, устроенный военачальником Хабрием в честь его победы на Пифийских играх. Во время этих празднеств, по сообщению Аполлодора, гости и рабы Хабрия изнасиловали Нееру, когда она была пьяна и спала. Из-за этого и других злоупотреблений со стороны Фриниона, в 372 году до н. э. Неера покинула свой дом и отправилась в Мегару, взяв с собой одежду и драгоценности, двух служанок и другие вещи, принадлежащие Фриниону.

### Жизнь со Стефаном
В Мегаре Неера продолжала работать гетерой, а в 371 году познакомилась со Стефаном. Стефан предложил ей стать её покровителем, если она вернется с ним в Афины. Аполлодор утверждал, что она привезла с собой в Афины двух сыновей и дочь, но современные исследователи преимущественно придерживаются взгляда, что речь идёт о сыновьях Стефана, рождённых афинянкой. Так Кристофер Кэри указывал, что один из сыновей был, вероятно, законным сыном Стефана, названным в честь своего отца, а Джон Баклер отмечал, что Аполлодор противоречит самому себе относительно того, были ли предполагаемые сыновья Нееры её детьми от другого мужчины или от Стефана.
Фринион узнал, что Неера вернулась в Афины, и попытался забрать её у Стефана. Стефан сопротивлялся, утверждая, что, поскольку Неера была свободной женщиной, он не имел на это никакого права; это требование Фринион начал оспаривать в суде, хотя его убедили разрешить дело арбитражем. Арбитры постановили, что Неера действительно свободна, и что в дополнение к этому она является своей собственной кирией (госпожой); это было чрезвычайно необычное решение в обществе, где все женщины-граждане, по крайней мере, имели кирия (господина). Тем не менее, несмотря на этот необычный уровень свободы, Неера была вынуждена делить своё время между двумя мужчинами, как они договорились без какого-либо участия её самой.

### Суд
Где-то между 343 и 340 годами до н. э. Феомнест привлёк Нееру к суду, от имени которого выступал его тесть Аполлодор, обвиняя её в том, что она представлялась гражданкой, хотя на самом деле она таковой не была. Если бы она была осуждена, то максимальное наказание, которое грозило Неере, заключалось в продаже её в рабство и распродаже её имущества. Неере не было разрешено говорить во время суда над ней же, хотя она, наверное, присутствовала на нём.
Единственный сохранившийся отчёт о процессе — это речь Феомнеста и Аполлодора против Нееры и Стефана. О результате судебного процесса ничего не известно, никаких записей о Неере после суда не сохранилось. Современные исследователи отмечают слабые стороны аргументов Аполлодора, что, однако, совсем не означает, что они не могли быть приняты присяжными и что их нечестность не могла сойти им с рук. Нельзя с уверенностью утверждать, что иск не был удовлетворён.